# Mundos opuestos (programa de televisión paraguayo)
Mundos opuestos fue un reality show paraguayo producido y transmitido por Canal 13, adaptado del programa chileno del Mundos opuestos, este último que se transmitió con dos temporadas anuales por Canal 13.
16 participantes (12 famosos y 4 desconocidos) inicialmente entraron a la producción, quedando aislados en un recinto en Ñemby, al suroriente de Asunción, en Paraguay. La premisa del concurso consiste en que los participantes estarán divididos en dos grupos, unos viviendo "la vida del futuro" y otros "la vida del pasado". Los dos mundos presentes en la vivienda fueron separados por un muro de vidrio, permitiendo que ambos grupos puedan observar las acciones del otro; la interacción directa entre los dos grupos de participantes se da en el patio, denominado como "el presente". Los participantes de los dos grupos existentes compiten cada semana en diversas pruebas físicas para determinar qué grupo vivirá en el pasado y cuál en el futuro, y determinar cuál será el participante eliminado de la competencia.
El ingreso de los participantes al concurso fue el día domingo 2 de julio de 2017 y el programa se estrenó una semana después, el 7 de julio.

## Producción
El programa se estrenó el 7 de julio de 2017 por RPC (Canal 13). El centro de operaciones del programa está a una hora de Asunción y, como estrategia, RPC no reveló el lugar para mantener el carácter de aislados. Las filmaciones eran transmitidas por televisión con veinte días de desfase, lo que producía que se filtrara información. Ñemby, en Paraguay, era el lugar que alojaba al búnker donde se hospedaban los participantes, y donde se realizaban las grabaciones cotidianas.

### Casting
El casting para definir a los dieciséis integrantes de la experiencia comenzó en la semana del 15 de abril de 2017. Los concursantes están divididos en un grupo de personajes conocidos y otro de anónimos, los primeros famosos confirmados para este proyecto fueron Toñito Gaona, Pamela Ovelar (Ex chica Cuestión de peso), Ana Laura Chamorro y Maximiliano Campana (Conocido por ser pareja famosa de otra famosa y participar en el programa de baile Baila Conmigo).

## Equipo del programa
- Presentadores: Chiche Corte lidera las competencias por equipos, los consejos de eliminación y los duelos de eliminación.
- Anfitriones y Mesa de Debates:
  - "Comentarista líder": Carlos Turrini, presentador de radio y TV paraguayo, es el encargado de comentar, dar a conocer día tras día, todas las semanas, todo lo que sucede en el mundo del paraíso y en el mundo del infierno y entrevistar y conversar en y desde la mesa de Debates a los participantes del mundo del infierno y paraíso.
  - "Protectora del paraíso": Fabiola Martínez, atleta fitness y panelista y personalidad de TV (Conocida por participar en concursos televisivos famosos Calle 7, Parodiando y Baila Conmigo de Paraguay), es la encargada de acompañar a los ganadores de la competencia por equipos en el mundo del paraíso y realizar actividades de entretenimiento.
  - "Abogado del diablo": Héctor Ramos, exmodelo, empresario y rep. de la agencia HR Models, es el encargado por fuera de castigar a los participantes del mundo del infierno y entrevistar y conversar desde la mesa de Debates a los participantes del mundo del infierno y paraíso.
  - "Musa del paraíso": Liliana Álvarez, presentadora de radio y TV, encargada de realizar actividades de entretenimiento cantando con los ganadores de la competencia por equipos en el mundo del paraíso y entrevistar y conversar en y desde la mesa de Debates a los participantes del mundo del infierno y paraíso.
  - "Guardián del infierno": Francisco Lefebvre “La Tempestad”, campeón mundial de lucha libre paraguayo, es el encargado de entrenar a los participantes del mundo del infierno para mejorar sus destrezas y lograr ganar la siguiente competición.

## Participantes
| Participante | Participante                                                                             | Edad | Situación actual                                    | Resultado anterior                  | Estadía |
| ------------ | ---------------------------------------------------------------------------------------- | ---- | --------------------------------------------------- | ----------------------------------- | ------- |
|              | Nicolás Neumann Cantante y chico reality, vocalista del grupo Somay. Ex Calle 7 y Yingo. | 28   | Hombre Ganador de Mundos Opuestos Paraguay          |                                     | 93 días |
|              | Liliana Cornet Modelo. Miss Tunning Paraguay 2013.                                       | 20   | Mujer Ganadora de Mundos Opuestos Paraguay          | Expulsada Por transgredir reglas    | 79 días |
|              | Rodrigo Giménez "Potro" Modelo independiente. Ex Calle 7.                                | 22   | 2.º Lugar Hombres de Mundos Opuestos Paraguay       |                                     | 93 días |
|              | Gloria Jara Exmodelo, exvedette y expresentadora de televisión.                          | 34   | 2.º Lugar Mujeres de Mundos Opuestos Paraguay       |                                     | 93 días |
|              | Marcos Lazaga Exfutbolista.                                                              | 33   | Semifinalista Eliminado de Mundos Opuestos Paraguay |                                     | 40 días |
|              | Noemí "Chiky" Penayo Entrenadora deportiva. Ex Calle 7.                                  | 22   | Semifinalista Eliminada de Mundos Opuestos Paraguay |                                     | 68 días |
|              | José "Joy" Aquino Jara Modelo y bailarín.                                                | 25   | Semifinalista Eliminado de Mundos Opuestos Paraguay | 2.° eliminado En duelo de habilidad | 65 días |
|              | Ana Rojas Modelo. Miss Tunning Verano 2015 y hermana de Alice Rojas.                     |      | Semifinalista Eliminada de Mundos Opuestos Paraguay | 8.ª eliminada En duelo de habilidad | 71 días |
|              | William Aguilera Modelo y chico reality. Ex Yingo.                                       | 29   | 12.° eliminado En duelo de velocidad y habilidad    |                                     | 69 días |
|              | Norma Friedmann Modelo y presentadora de radio y televisión.                             | 35   | 11.ª eliminada En duelo de velocidad y habilidad    |                                     | 91 días |
|              | Julio Vallejos Estudiante de medicina y modelo públicitario.                             | 19   | Expulsado Por transgredir reglas                    |                                     | 63 días |
|              | Pamela Ovelar Modelo de talla alta y actriz de teatro.                                   | 30   | 10.ª eliminada En duelo de resistencia              | 4.ª eliminada En duelo de fuerza    | 84 días |
|              | Javier Duré Diseñador de moda.                                                           |      | 9.º eliminado En duelo de equilibrio y precisión    |                                     | 77 días |
|              | Adela Alonso Modelo.                                                                     | 22   | Abandona Por lesión                                 |                                     | 70 días |
|              | Alexis Bazán Modelo, carretillero y estudiante de locución.                              | 23   | 7.º eliminado En duelo de equilibrio y velocidad    |                                     | 33 días |
|              | Pamela Caballero Modelo y chica reality.                                                 | 24   | 6.ª eliminada En duelo de velocidad                 |                                     | 34 días |
|              | Maximiliano Campana Actor, empresario y personaje de la farándula.                       | 37   | 5.º eliminado En duelo de agilidad                  |                                     | 49 días |
|              | Freddy Aquino Actor y músico.                                                            | 37   | Abandona Por lesión                                 |                                     | 2 días  |
|              | Juan Carlos "Soldadito" Benítez Futbolista retirado.                                     | 40   | Expulsado Por transgredir reglas                    |                                     | 37 días |
|              | Ana Laura Chamorro Modelo.                                                               | 24   | Abandona Por lesión                                 |                                     | 35 días |
|              | Derliz Chamorro Bailarín y chico reality. Ex Yingo.                                      | 29   | Abandona Por lesión                                 |                                     | 21 días |
|              | Toñito Gaona Atajacarteras y bailarín.                                                   | 22   | Abandona Por prescripción médica                    |                                     | 22 días |
|              | Dahiana Benegas Modelo.                                                                  | 19   | 3.ª eliminada En duelo de resistencia y agilidad    |                                     | 21 días |
|              | Pablo Marturet Modelo de alta costura. Ex Calle 7.                                       | 26   | Abandona Por lesión                                 |                                     | 7 días  |
|              | Susy Acosta Actriz de teatro, atleta y rockera.                                          | 48   | 1.ª eliminada En duelo de destreza                  |                                     | 7 días  |

Notas (Primera parte)
1. ↑  Después de haber sido expulsada el día 36, Liliana reingresa y recupera su lugar el día 45.
2. 1 2  Freddy y Marcos ingresan el día 47, como nuevos participantes.
3. 1 2 3  Alexis, Chiky y Julio ingresan el día 37 como nuevos participantes.
4. ↑  Después de haber sido eliminado el día 14, Joy reingresa el día 50, en reemplazo de Freddy.
5. 1 2  Ana y William ingresan el día 23, como nuevos participantes.
6. ↑  Después de haber sido eliminada el día 70, Ana reingresa el mismo día, en reemplazo de Adela.
7. ↑  Después de haber sido eliminada el día 35, Pamela O reingresa el mismo día, en reemplazo de Ana Laura.
8. ↑  Pamela C ingresa el día 36, en reemplazo de Liliana, pero pasa al equipo Eternidad.
9. ↑  Derliz ingresa el día 8, en reemplazo de Pablo.

- Semana 1 - 6:

     Participante del equipo Infinito.
     Participante del equipo Eternidad.
- Semana 7 - 12:

     Participante del equipo Eternidad.
     Participante del equipo Infinito.
- Final:
  - Participantes Semifinalistas.

     Joy - Liliana - Nicolás. 
     Ana - Chiky - Gloria - Marcos - Rodrigo. 
Notas (Segunda parte)
1. ↑  A medida que avanzó el programa, Liliana cumplió 21.
2. ↑  A medida que avanzó el programa, Rodrigo cumplió 22.
3. ↑  Rodrigo pasa automáticamente a la final contra Nicolás debido a que Marcos no pudo competir a causa de una lesión.
4. ↑  Liliana pasa automáticamente a la final contra Gloria debido a una descompensación que sufrió Chiky mientras estuvieron comptitiendo en un circuito de competencia.
5. ↑  A medida que avanzó el programa, Norma cumplió 36.
6. ↑  A medida que avanzó el programa, Dahiana cumplió 19.

### Participación en otros programas
| Participaciones        | Participaciones | Participaciones |
| Famoso                 | Evento / Canal / Programa | Lugar / Participación                                                                                                 |
| ---------------------- | --- | --- |
| Ana Laura Chamorro     | Desafío de campeones Baila Conmigo Paraguay 2014 | Semifinalista 17.ª Pareja Eliminada                                                                                   |
| Derliz Chamorro        | Baila Conmigo Paraguay 2010 Yingo Paraguay (primera temporada) Yingo Paraguay (segunda temporada) Yingo Paraguay (cuarta temporada) Desafío de campeones Baila Conmigo Paraguay 2014                                                                                      | Pareja Cuartofinalista 3° Lugar Ganador Abandono                                                                      |
| Gloria Jara            | Baila Conmigo Paraguay 2011 Calle 7 Paraguay (VIP) Calle 7 Paraguay (VIP 2013) Baila Conmigo Paraguay 2013 Baila Conmigo Paraguay 2014 Calle 7 Paraguay (Premium) | Pareja Cuartofinalista 1.ª Pareja Eliminada 3° Lugar Pareja Sextofinalista 18.ª Pareja Eliminada 1.ª Pareja Eliminada |
| José "Joy" Aquino Jara | Baila Conmigo Paraguay 2014 | 17.ª Pareja Eliminada                                                                                                 |
| Maximiliano Campana    | Baila Conmigo Paraguay 2011 Yingo Paraguay (Famosos) | 3.ª Pareja Eliminada 9° Eliminado / 20° Eliminado                                                                     |
| Nicolás Neumann        | Calle 7 Paraguay (segunda temporada) Calle 7 Paraguay (tercera temporada) Calle 7 Paraguay (cuarta temporada) Rojo Paraguay Primera Temporada Calle 7 Paraguay (VIP) Yingo Paraguay (cuarta temporada) Yingo Paraguay (quinta temporada) Yingo Paraguay (sexta temporada) | 15° Eliminado 4° Lugar 2° Lugar 3° Lugar 2° Lugar 26° Eliminado 2° Lugar Abandono                                     |
| Noemí "Chiky" Penayo   | Calle 7 Paraguay (VIP 2016) | Pareja Eliminada |
| Pablo Marturet         | Calle 7 Paraguay (cuarta temporada) Calle 7 Paraguay (quinta temporada) | 10° Eliminado Abandono                                                                                                |
| Pamela Caballero       | Yingo Paraguay (sexta temporada) Calle 7 Paraguay (Internacional 2016) | 17.ª eliminada / 31.ª eliminada 10.ª eliminada                                                                        |
| Pamela Ovelar          | Cuestión de peso 2013 Cuestión de peso 2014 | Califica 4ª Eliminada                                                                                                 |
| Rodrigo Giménez        | Calle 7 Paraguay (Internacional 2016) | 26° Eliminado |
| William Aguilera       | Yingo Paraguay (segunda temporada) Verano Extremo Paraguay Golpe al agua | 4° Eliminado Desconocido                                                                                              |

## Fases de la competencia

### Equipos
A continuación, se encuentra una tabla, la cual indica cómo fueron conformados los equipos:
| Semana:      | 1 - 6                        | 1 - 6                                                  |  | 7 - 12                         | 7 - 12                         |
| Equipos:     | Infinito                     | Eternidad                                              |  | Infinito                       | Eternidad                      |
| Integrantes: | Adela Alonso                 | Dahiana Benegas                                        |  | Adela Alonso                   | Alexis Bazán                   |
| Integrantes: | Ana Laura Chamorro           | Gloria Jara                                            |  | Freddy Aquino                  | Ana Rojas                      |
| Integrantes: | Javier Duré                  | Juan Carlos Benítez                                    |  | Javier Duré                    | Gloria Jara                    |
| Integrantes: | José Aquino Jara             | Norma Friedmann                                        |  | José Aquino Jara               | Julio Vallejos                 |
| Integrantes: | Liliana Cornet               | Pablo Marturet                                         |  | Liliana Cornet                 | Marcos Lazaga                  |
| Integrantes: | Maximiliano Campana          | Rodrigo Giménez                                        |  | Maximiliano Campana            | Noemí Penayo                   |
| Integrantes: | Nicolás Neumann              | Susy Acosta                                            |  | Nicolás Neumann                | Norma Friedmann                |
| Integrantes: | Pamela Ovelar                | Toñito Gaona                                           |  | Pamela Ovelar                  | Pamela Caballero               |
| Integrantes: | William Aguilera             | Derliz Chamorro                                        |  | William Aguilera               | Rodrigo Giménez                |
| Integrantes: | Freddy Aquino                | Ana Rojas                                              |  |                                |                                |
| Integrantes: | Pamela Caballero             |                                                        |  |                                |                                |
| Integrantes: | Alexis Bazán                 |                                                        |  |                                |                                |
| Integrantes: | Julio Vallejos               |                                                        |  |                                |                                |
| Integrantes: | Noemí Penayo                 |                                                        |  |                                |                                |
| Integrantes: | Marcos Lazaga                |                                                        |  |                                |                                |
| Capitán:     | Semana 1 - 5: Liliana Cornet | Semana 1: Pablo Marturet Semana 2 - 6: Norma Friedmann |  | Semana 7 - 13: Nicolás Neumann | Semana 7 - 13: Rodrigo Giménez |

 Capitán del respectivo equipo.

Notas
1. ↑  Pablo cedió su capitanía del equipo "Eternidad" a Norma en la semana 2.

### Individuales
| Semana:      | 13               | 13             |  |                 |                |  |                 |                |  |  |  |
| Instancia:   | Individuales     | Individuales   |  | Semifinales     | Semifinales    |  | Final           | Final          |  |  |  |
| Instancia:   | Hombres          | Mujeres        |  | Hombres         | Mujeres        |  | Ganador         | Ganadora       |  |  |  |
| Integrantes: | José Aquino Jara | Ana Rojas      |  | Nicolás Neumann | Gloria Jara    |  | Nicolás Neumann | Liliana Cornet |  |  |  |
| Integrantes: | Marcos Lazaga    | Gloria Jara    |  | Rodrigo Giménez | Liliana Cornet |  |                 |                |  |  |  |
| Integrantes: | Nicolás Neumann  | Liliana Cornet |  |                 |                |  |                 |                |  |  |  |
| Integrantes: | Rodrigo Giménez  | Noemí Penayo   |  |                 |                |  |                 |                |  |  |  |

## Resultados Generales

### Competencia por equipos
| Nicolás     | Gana      | Gana      | Gana      | Nominado | Salvado   | Salvado   | Gana      | Gana      | Salvado   | Salvado   | Salvado   | Nominado  | Nominado  | Ganador       |  |  |  |  |  |  |  |  |  |  |  |  |  |  |  |  |  |  |  |
| Liliana     | Inmune    | Gana      | Nominada  | Salvada  | Salvada   | Expulsada |           | Gana      | Salvada   | Salvada   | Salvada   | Gana      | Salvada   | Ganadora      |  |  |  |  |  |  |  |  |  |  |  |  |  |  |  |  |  |  |  |
| Rodrigo     | Salvado   | Salvado   | Inmune    | Salvado  | Gana      | Gana      | Salvado   | Nominado  | Gana      | Salvado   | Gana      | Salvado   | Inmune    | 2° Lugar      |  |  |  |  |  |  |  |  |  |  |  |  |  |  |  |  |  |  |  |
| Gloria      | Salvada   | Salvada   | Salvada   | Gana     | Gana      | Gana      | Salvada   | Salvada   | Salvada   | Gana      | Salvada   | Salvada   | Inmune    | 2° Lugar      |  |  |  |  |  |  |  |  |  |  |  |  |  |  |  |  |  |  |  |
| Marcos      |           |           |           |          |           | Nominado  | Salvado   | Salvado   | Gana      | Salvado   | Gana      | Nominado  | Salvado   | Semifinalista |  |  |  |  |  |  |  |  |  |  |  |  |  |  |  |  |  |  |  |
| Chiky       |           |           |           |          |           | Gana      | Salvada   | Salvada   | Nominada  | Gana      | Nominada  | Salvada   | Inmune    | Semifinalista |  |  |  |  |  |  |  |  |  |  |  |  |  |  |  |  |  |  |  |
| Joy         | Inmune    | Eliminado |           |          |           |           |           | Gana      | Salvado   | Salvado   | Salvado   | Gana      | Inmune    | Semifinalista |  |  |  |  |  |  |  |  |  |  |  |  |  |  |  |  |  |  |  |
| Ana         |           |           |           | Gana     | Gana      | Gana      | Salvada   | Salvada   | Nominada  | Eliminada | Salvada   | Salvada   | Nominada  | Semifinalista |  |  |  |  |  |  |  |  |  |  |  |  |  |  |  |  |  |  |  |
| William     |           |           |           | Salvado  | Salvado   | Salvado   | Gana      | Salvado   | Salvado   | Salvado   | Salvado   | Nominado  | Eliminado |               |  |  |  |  |  |  |  |  |  |  |  |  |  |  |  |  |  |  |  |
| Norma       | Salvada   | Inmune    | Salvada   | Gana     | Gana      | Gana      | Nominada  | Salvada   | Gana      | Gana      | Salvada   | Salvada   | Eliminada |               |  |  |  |  |  |  |  |  |  |  |  |  |  |  |  |  |  |  |  |
| Julio       |           |           |           |          |           | Salvado   | Salvado   | Salvado   | Gana      | Nominado  | Gana      | Nominado  | Expulsado |               |  |  |  |  |  |  |  |  |  |  |  |  |  |  |  |  |  |  |  |
| Pamela O    | Gana      | Gana      | Gana      | Salvada  | Eliminada | Salvada   | Gana      | Gana      | Salvada   | Salvada   | Nominada  | Eliminada |           |               |  |  |  |  |  |  |  |  |  |  |  |  |  |  |  |  |  |  |  |
| Javier      | Gana      | Gana      | Gana      | Salvado  | Salvado   | Salvado   | Gana      | Gana      | Salvado   | Nominado  | Eliminado |           |           |               |  |  |  |  |  |  |  |  |  |  |  |  |  |  |  |  |  |  |  |
| Adela       | Gana      | Gana      | Salvada   | Salvada  | Nominada  | Salvada   | Salvada   | Gana      | Salvada   | Abandona  |           |           |           |               |  |  |  |  |  |  |  |  |  |  |  |  |  |  |  |  |  |  |  |
| Alexis      |           |           |           |          |           | Gana      | Salvado   | Nominado  | Eliminado |           |           |           |           |               |  |  |  |  |  |  |  |  |  |  |  |  |  |  |  |  |  |  |  |
| Pamela C    |           |           |           |          |           | Gana      | Nominada  | Eliminada |           |           |           |           |           |               |  |  |  |  |  |  |  |  |  |  |  |  |  |  |  |  |  |  |  |
| Maximiliano | Gana      | Inmune    | Gana      | Salvado  | Salvado   | Nominado  | Eliminado |           |           |           |           |           |           |               |  |  |  |  |  |  |  |  |  |  |  |  |  |  |  |  |  |  |  |
| Freddy      |           |           |           |          |           | Abandona  |           |           |           |           |           |           |           |               |  |  |  |  |  |  |  |  |  |  |  |  |  |  |  |  |  |  |  |
| Soldadito   | Salvado   | Salvado   | Salvado   | Inmune   | Gana      | Expulsado |           |           |           |           |           |           |           |               |  |  |  |  |  |  |  |  |  |  |  |  |  |  |  |  |  |  |  |
| Ana Laura   | Salvada   | Gana      | Inmune    | Salvada  | Abandona  |           |           |           |           |           |           |           |           |               |  |  |  |  |  |  |  |  |  |  |  |  |  |  |  |  |  |  |  |
| Derliz      |           | Salvado   | Salvado   | Abandona |           |           |           |           |           |           |           |           |           |               |  |  |  |  |  |  |  |  |  |  |  |  |  |  |  |  |  |  |  |
| Toñito      | Salvado   | Nominado  | Salvado   | Abandona |           |           |           |           |           |           |           |           |           |               |  |  |  |  |  |  |  |  |  |  |  |  |  |  |  |  |  |  |  |
| Dahiana     | Nominada  | Salvada   | Eliminada |          |           |           |           |           |           |           |           |           |           |               |  |  |  |  |  |  |  |  |  |  |  |  |  |  |  |  |  |  |  |
| Pablo       | Salvado   | Abandona  |           |          |           |           |           |           |           |           |           |           |           |               |  |  |  |  |  |  |  |  |  |  |  |  |  |  |  |  |  |  |  |
| Susy        | Eliminada |           |           |          |           |           |           |           |           |           |           |           |           |               |  |  |  |  |  |  |  |  |  |  |  |  |  |  |  |  |  |  |  |

     El participante gana junto a su equipo la semana y es salvado.
     El participante obtiene la Inmunidad y el título de "Poderoso".
     El participante pierde junto a su equipo la semana, pero no es nominado.
     El participante pierde junto a su equipo la semana y es nominado por los participantes del Infierno (equipo propio).
     El participante pierde junto a su equipo la semana y es nominado por los participantes del Paraíso (equipo contrario).
     El participante es amenazado por el "Poderoso" y posteriormente es nominado al perder la prueba de salvación.
     El participante es amenazado por el "Poderoso" y posteriormente es salvado al ganar la prueba de salvación.
     El participante es nominado, pierde el duelo de eliminación y posteriormente es eliminado de la competencia.
     El participante abandona la competencia.
     El participante es expulsado de la competencia.
| Semana | Equipo ganador | Equipo perdedor | Nominado pasado | Nominado futuro | Nominado extra  | Tipo de duelo | Eliminado   |
| ------ | -------------- | --------------- | --------------- | --------------- | --------------- | ------------- | ----------- |
| 1      | Infinito       | Eternidad       | Susy            | Dahiana         | Ana Laura       | Destreza      | Susy        |
| 2      | Infinito       | Eternidad       | Derliz          | Toñito          | Joy             | Habilidad     | Joy         |
| 3      | Infinito       | Eternidad       | Dahiana         | Norma           | Adela           | Agilidad      | Dahiana     |
| 3      | Infinito       | Eternidad       | Dahiana         | Norma           | Liliana         | Agilidad      | Dahiana     |
| 4      | Eternidad      | Infinito        | Maximiliano     | Nicolás         | Rodrigo         | Resistencia   | Derliz      |
| 4      | Eternidad      | Infinito        | Maximiliano     | Nicolás         | Derliz          | Resistencia   | Derliz      |
| 5      | Eternidad      | Infinito        | Pamela O        | Ana Laura       | Adela           | Fuerza        | Pamela O    |
| 6-7    | Eternidad      | Infinito        | William         | Maximiliano     | Julio Nicolás   | Agilidad      | Maximiliano |
| 6-7    | Eternidad      | Infinito        | William         | Maximiliano     | Marcos          | Agilidad      | Maximiliano |
| 7-8    | Infinito       | Eternidad       | Pamela C        | Norma           | Adela Ana       | Equilibrio    | Pamela C    |
| 8-9    | Infinito       | Eternidad       | Rodrigo         | Alexis          | Julio William   | Velocidad     | Alexis      |
| 9-10   | Infinito       | Eternidad       | Chiky           | Ana             | Pamela O Adela  | Velocidad     | Ana         |
| 9-10   | Infinito       | Eternidad       | Chiky           | Ana             | Gloria          | Velocidad     | Ana         |
| 10-11  | Eternidad      | Infinito        | Javier          | Nicolás Joy     | Julio           | Equilibrio    | Javier      |
| 10-11  | Eternidad      | Infinito        | William         | Nicolás Joy     | Marcos          | Equilibrio    | Javier      |
| 10-11  | Eternidad      | Infinito        | William         | Nicolás Joy     | Rodrigo         | Equilibrio    | Javier      |
| 11-12  | Eternidad      | Infinito        | Liliana         | Pamela O        | Ana Gloria      | Resistencia   | Pamela O    |
| 11-12  | Eternidad      | Infinito        | Liliana         | Pamela O        | Chiky           | Resistencia   | Pamela O    |
| 11-12  | Eternidad      | Infinito        | Liliana         | Pamela O        | Norma           | Resistencia   | Pamela O    |
| 12-13  | Infinito       | Eternidad       | Julio           | Marcos          | Nicolás William | Habilidad     | William     |
| 12-13  | Infinito       | Eternidad       | Ana             | Norma           | Liliana         | Habilidad     | Norma       |

## Reglas
- "Poderoso": es el único participante que posee la inmunidad, y no corre el riesgo de ser eliminado o nominado, también puede circular libremente por el infierno, el mundo terrenal y el paraíso; sin embargo, no puede entregar bienes tanto del paraíso para los participantes del infierno, como del infierno a participantes del paraíso. Posee el traje dorado para diferenciarlo de los demás participantes, y es el único que decide quién será el nominado del consejo del infierno y del paraíso en caso de que hubiese un empate en los votos.
- "Mundo terrenal": es el lugar en el que todos los participantes pueden circular.
- "El Supremo": el público que participa enviando mensajes de texto para apoyar a sus favoritos.

## Gran Final
La Gran Final se transmitió en directo desde el Centro de Mundos Opuestos Arena, en Ñemby, el día jueves 30 de noviembre de 2017, obteniendo los ganadores $20.000.000 millones de guaraníes cada uno.
| Parejas                 | Semifinalistas   | Tipo de Competencia              | Finalistas      | Tipo de Duelo                     | Ganadores       |
| ----------------------- | ---------------- | -------------------------------- | --------------- | --------------------------------- | --------------- |
| Pareja Mujeres Número 1 | Ana Rojas        | Agilidad, resistencia.           |                 | Habilidad, rapidez y resistencia. |                 |
| Pareja Mujeres Número 1 | Gloria Jara      | Agilidad, resistencia.           | Gloria Jara     | Habilidad, rapidez y resistencia. |                 |
| Pareja Mujeres Número 2 | Liliana Cornet   | Agilidad, resistencia.           | Liliana Cornet  | Habilidad, rapidez y resistencia. | Liliana Cornet  |
| Pareja Mujeres Número 2 | Noemí Penayo     | Agilidad, resistencia.           |                 | Habilidad, rapidez y resistencia. |                 |
| Pareja Hombres Número 1 | José Aquino Jara | Resistencia, habilidad y fuerza. |                 | Fuerza, agilidad y resistencia.   |                 |
| Pareja Hombres Número 1 | Nicolás Neumann  | Resistencia, habilidad y fuerza. | Nicolás Neumann | Fuerza, agilidad y resistencia.   | Nicolás Neumann |
| Pareja Hombres Número 2 | Marcos Lazaga    | Resistencia, habilidad y fuerza. |                 | Fuerza, agilidad y resistencia.   |                 |
| Pareja Hombres Número 2 | Rodrigo Giménez  | Resistencia, habilidad y fuerza. | Rodrigo Giménez | Fuerza, agilidad y resistencia.   |                 |